# Rudolf Kriesch
Rudolf Kriesch (* 30. Mai 1904 in St. Pölten; † 1992 in München) war ein österreichischer Maler und Grafiker.
Rudolf Kriesch lebte ab 1929 in München. Er arbeitete regelmäßig für die satirischen Zeitschriften Simplicissimus und Der Simpl. Seine Spezialität war die dezente Erotik gepaart mit gepflegter Eleganz. Als Techniken bevorzugte er Kohle und Pastell.

## Auszeichnungen
- 1966: Schwabinger Kunstpreis
- 1968: Seerosenpreis

## Buchveröffentlichungen
- Das Buch der Ruth. Simson und die Philister. Zwei Erzählungen aus der Bibel. Illustriert von Rudolf Kriesch. München 1948.
- Das Tagebuch, J. W. Goethe. Mit Zeichnungen von Rudolf Kriesch. München 1958.
- Menschen und andere Leute. Simpl’eien von Rudolf Kriesch. Texte von Anton Sailer. Hannover 1959.
- Pelze, Effi Horn. München 1963, mit 13 Illustrationen von Rudolf Kriesch.
- Das bayerische Dekameron, Oskar Maria Graf. Desch-Verlag 1964, mit 52 Zeichnungen von Rudolf Kriesch.